# Rehau
Rehau è una città tedesca di 9 872 abitanti, situata nel land della Baviera.